# يوهان فريدريش ميكل
يوهان فريدريش ميكل (بالألمانية: Johann Friedrich Meckel der Jüngere)‏ (17 أكتوبر 1781 – 31 أكتوبر 1833)، غالبا ما يشار إليه باسم يوهان فريدريش ميكل الأصغر، كان خبير ألماني في علم التشريح.  وُلد في هاله، وعمل  كأستاذ في علم التشريح وعلم الأمراض وعلم الحيوان في جامعة هاله بألمانيا.

## حياته والبحث
في عام 1802، حصل يوهان على الدكتوراه  الطبية من جامعة هاله، مدافعا بذلك عن أطروحنه الطبية «أمراض القلب الغير اعتيادية»  في 8 أبريل 1802. وفي هاله، كان كورت سبرنغل (1833-1766) و يوهان كريستيان ريل ‏ (1759-1813) معلمان لميكل.
بعد التخرج، واصل ميكل تعليمه في فورتسبورغ وفينا وباريس. في باريس ساعد ميكل عالم الحيوان  جورج كوفييه (1769-1832) في تحليل العينات التشريحية والتشريحية الحيوانية. وفي عام 1810 انتهى ميكل من ترجمة الجزء الخامس من مرجع كوفيه «مقارنة دروس التشريح» من اللغة الفرنسية إلى الألمانية.
في عام 1808 أصبح ميكل أستاذا متفرغا في علم الأمراض وعلم الأمراض التشريحي، والجراحة، و طب التوليد، في جامعة هاله كبديل ليسطس كريستيان لودر ‏ (1753-1832).  ومن عام 1826 إلى عام 1833، كان رئيس تحرير محفوظات علم التشريح وعلم وظائف الأعضاء. كما انتخب كعضوا أجنبيا في الأكاديمية الملكية السويدية للعلوم في عام 1829.
تبنى ميكل المعتقدات التطورية لعالم التاريخ الطبيعي جان باتيست لامارك (1744-1829). وكان رائدا في علم المسوخ، وبالأخص دراسة العيوب الخلقية والتشوهات التي تحدث أثناء النمو الجنيني. واعتقد أن النمو الغير طبيعي والنو الطبيعي يخضعان لنفس القوانين الطبيعية.
و بالمشاركة مع عالمة الأجنة الفرنسية إتيان سيريس (1786-1868), سُمي «قانون ميكل-سيريس» نسبة لهما، ويُعرف على أنه  نظرية التوازي بين مراحل تطور الجنين ومراحل توحيد النمط في العالم العضوي ("الوجود العظمي").

## مصطلحات مرتبطة به
سُميت المصطلحات التالية نسبة ليوهان فريدريش ميكل:
- رتج ميكل: تجيب خارجي (انتفاخ خارجي) في الدقاق، وهو جزء من الأمعاء الدقيقة، ويوجد في 2% تقريبا من السكان.
- غضروف ميكل: شريط غضروفي يتكون منه  الفك السفلي. و وُصف في عام 1820.
- متلازمة -متلازمة ميكل-:  سُميت هذه الحالة أيضا نسبة له، ووُصفت في عام 1822.
- بروتين – ميكلن –  سُميت أيضا الجينات التي توجد على الكروموسوم 8 (8q21.3-q22.1) نسبة لميكل.
- قانون ميكل-سيريس المفترض في خلاصة علم الأجنة.

## أسرته
كان جده يدعى أيضا «يوهان فريدريش ميكل»، وتجنبا للالتباس، كان يشار إلى جده دائما باسم يوهان فريدريش ميكل الأكبر ‏. وكان أستاذا في علم التشريح أيضا، كما كان له هياكل تشريحيه عُرفت باسمه.
 كان أيضا والده، فيليب فريدريش ثيودور ‏ ميكل (1755-1803) عالما تشريحيا.
مارس أخاه أغسطس ألبرشت ميكل ‏ (1789-1829)الطب الشرعي وتشريح طيور التحقيق، لكنه مات مبكرا بسبب السل.
كان ابن أغسطس -يوهان هينريش ميكل (1821-1856)- أستاذا في علم الأمراض التشريحي في جامعة برلين التي التحق بها جده الأكبر في شاريتيه.
بعد وفاته بمرض الانسداد الرئوي، شغل رودولف فيرشو منصبه.

## روابط خارجية
- يوهان فريدريش ميكل على موقع الموسوعة البريطانية (الإنجليزية)